# Pallikaranai
Pallikaranai is een dorp in het district Chennai van de Indiase staat Tamil Nadu.

## Demografie
Volgens de Indiase volkstelling van 2001 wonen er 22.503 mensen in Pallikaranai, waarvan 52% mannelijk en 48% vrouwelijk is. De plaats heeft een alfabetiseringsgraad van 74%. 